# The Life and Adventures of Nicholas Nickleby (opera teatrale)
The Life and Adventures of Nicholas Nickleby è un'opera teatrale di David Edgar, riduzione teatrale dell'omonimo romanzo di Charles Dickens. Prodotto dalla Royal Shakespeare Company, il dramma è noto per la sua lunghezza, ben otto ore e mezza. Viene rappresentato in due parti (rispettivamente di quattro e quattro ore e mezza), in due sere diverse o a partire dal primo pomeriggio e con una pausa per la cena tra il primo e il secondo tempo. Nonostante la difficoltà dell'esecuzione, Nicholas Nickleby ha ottenuto un certo successo sia a Londra che a New York, vincendo anche il prestigioso Tony Award alla migliore opera teatrale nel 1982. È stata particolarmente apprezzata la performance di Roger Rees nel ruolo del protagonista, un'interpretazione che gli valse il Laurence Olivier Award e il Tony Award al miglior attore protagonista in uno spettacolo.